# مارك روبنسون (طبال)
مارك روبنسون (بالإنجليزية: Mark Robinson)‏ هو طبال أمريكي، ولد في 21 يناير 1989 في مينوت في الولايات المتحدة.

## وصلات خارجية
- الموقع الرسمي